# Jüdische Gemeinde Landau

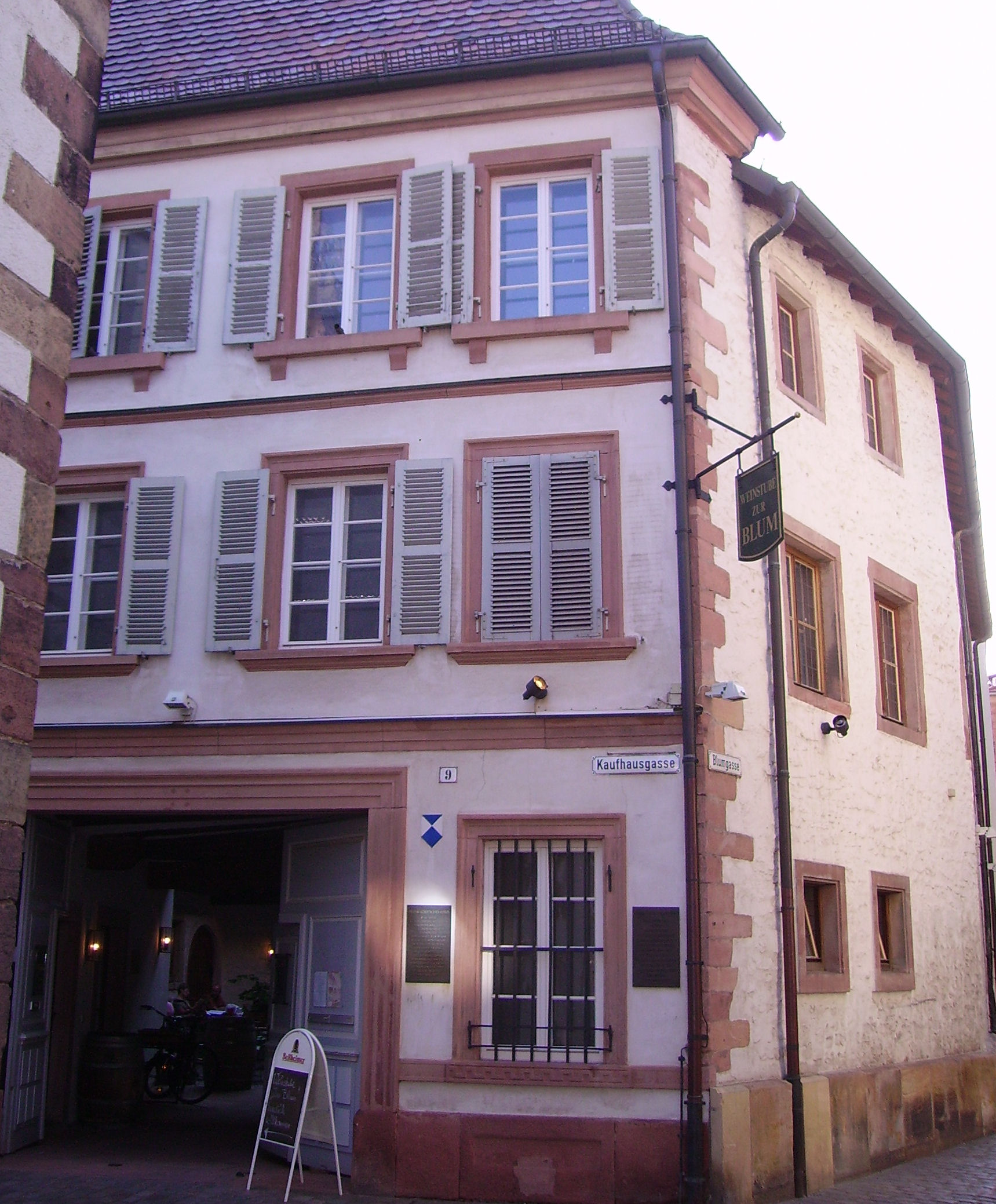
Frank-Loebsches Haus

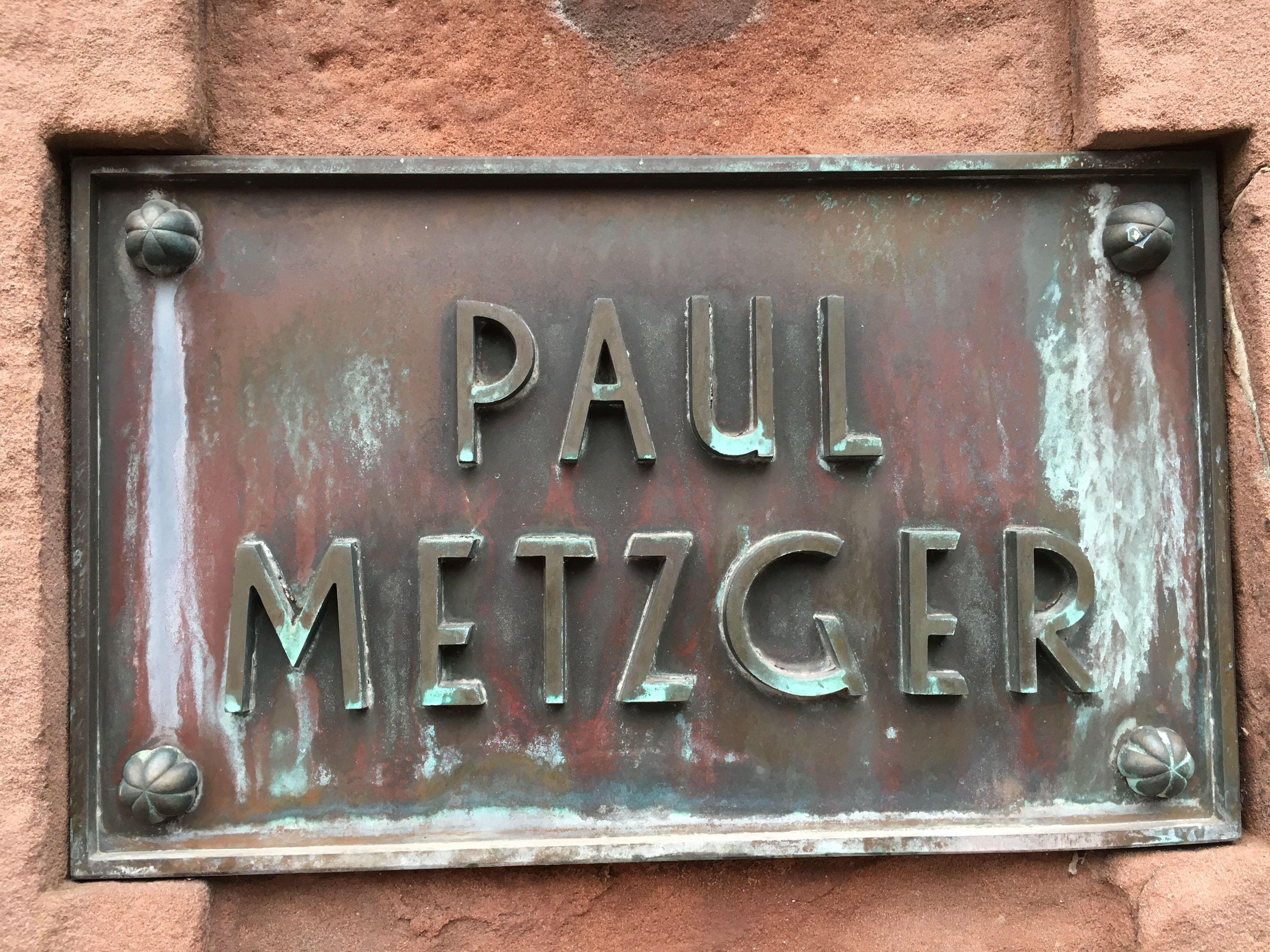
Erhaltenes Namensschild am ehem. Anwesen Metzger im Westring 29

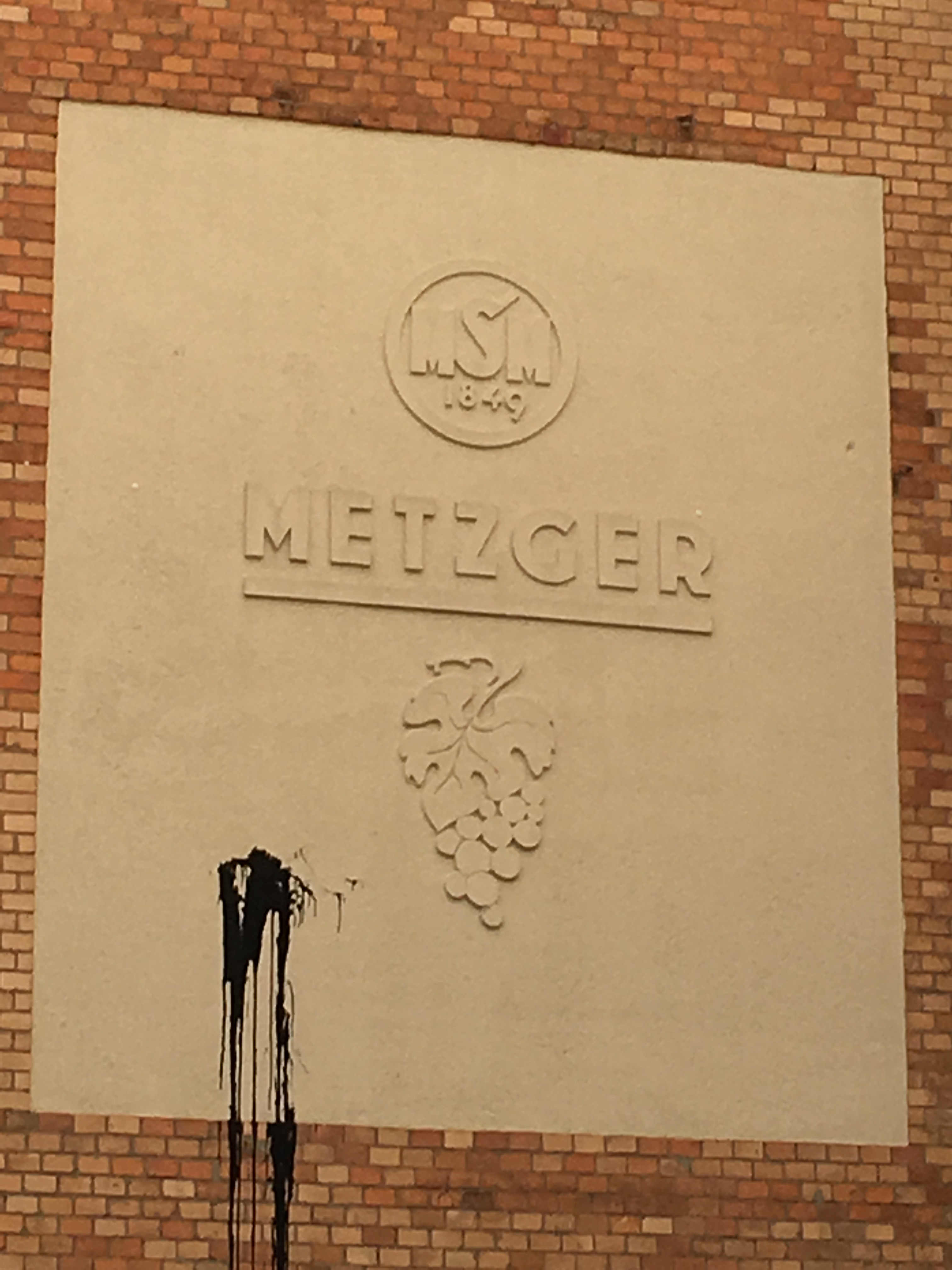
Verunstaltetes Firmenlogo der ehem. Weinhandlung Metzger an der Rheinstrasse 8

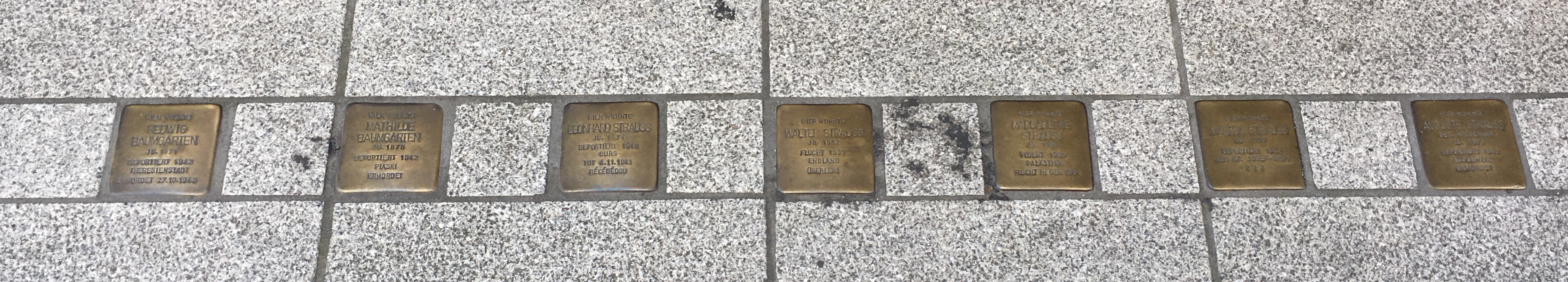
Stolpersteine in der Gerberstrasse

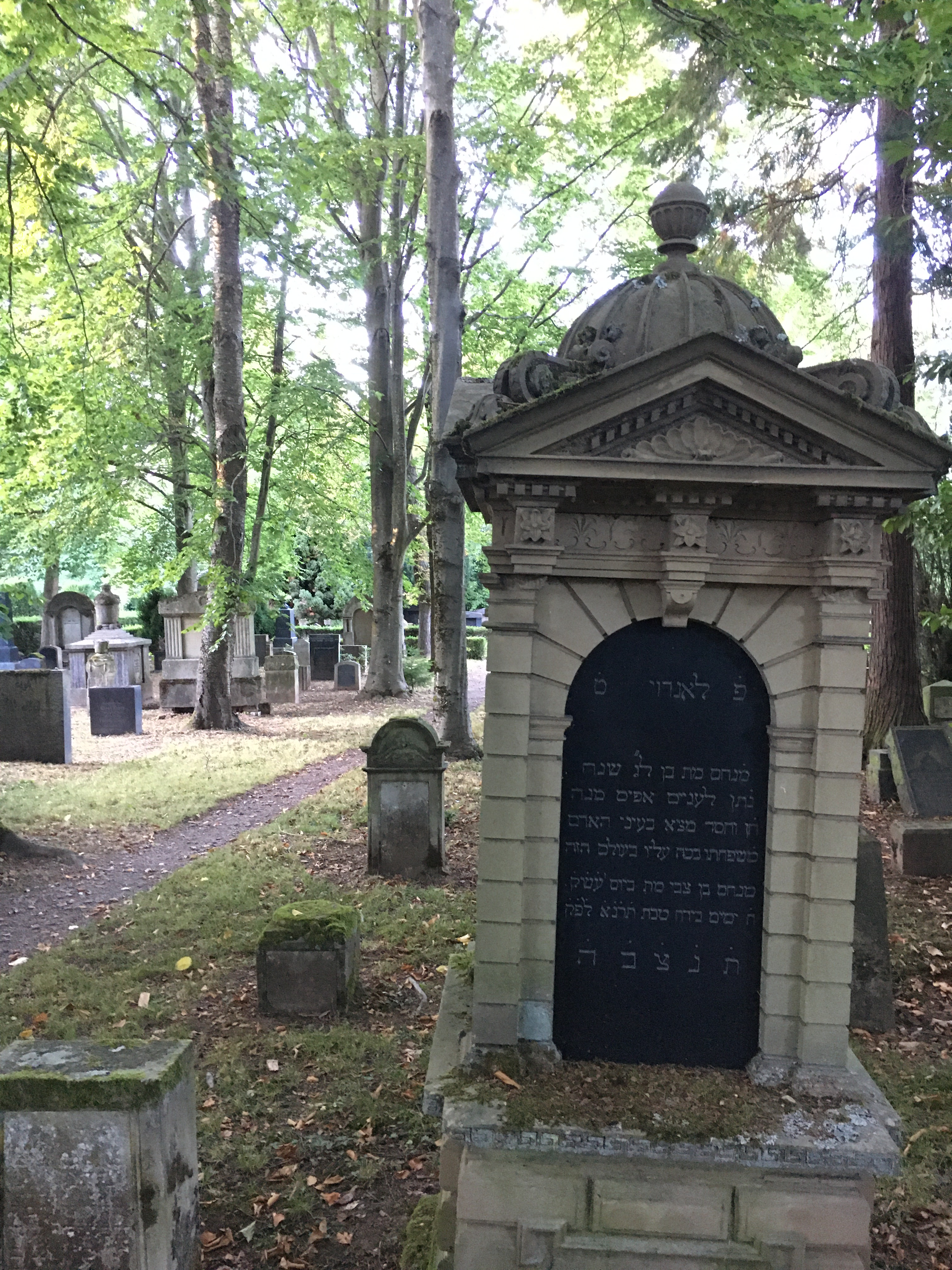
Jüdischer Friedhof Landau

Die jüdische Gemeinde in Landau in der Pfalz bestand mit Unterbrechungen vom Mittelalter bis zu ihrer Vernichtung in der Zeit des Nationalsozialismus.

## Geschichte
Im Jahre 1273 wird erstmals ein jüdischer Bewohner genannt (Michel von Landau). Die jüdischen Familien lebten in der 1329 genannten Oberen (und der vermutlich gleichfalls bestehenden Unteren) Judengasse. Hier stand wohl auch eine Synagoge. Eine solche wird urkundlich jedoch erst 1435 genannt. Von den Judenverfolgungen zur Zeit des Schwarzen Todes in der Pestzeit 1348/49 waren auch die Landauer Juden betroffen. Sie konnten jedoch ihr Hab und Gut behalten und wurden nur kurzfristig vertrieben. Seit 1354 sind wieder Juden in der Stadt bezeugt. Um 1400 lebten etwa acht, im 15. Jahrhundert mindestens zwölf jüdische Familien in der Stadt. Die jüdischen Familien lebten im Mittelalter vorwiegend vom Geldhandel, um 1500 auch vom Gewürz- und Arzneihandel. In der zweiten Hälfte des 15. Jahrhunderts wurden die Juden zeitweise vertrieben oder verließen die Stadt unter unbekannten Umständen. 
1517 wurden erneut zehn jüdische Familien in der Stadt zugelassen. Obwohl sie immer wieder von der Ausweisung bedroht waren, bestand seitdem eine jüdische Niederlassung bis zur Vernichtung in der NS-Zeit im 20. Jahrhundert. Nachdem schon im 16. Jahrhundert ein Betsaal vorhanden war, wurde 1648 eine neue Synagoge erbaut. Nachdem sie niedergebrannt war, wurde sie 1691 durch eine neue Synagoge ersetzt. 1810 wurden 237 jüdische Einwohner in der Stadt gezählt. Die höchste Zahl jüdischer Einwohner wurde 1900 mit 821 Personen erreicht (1933: 596 Personen), die jüdische Gemeinde war damit die zu dieser Zeit größte der Pfalz. Am 5. September 1884 wurde vom damaligen Bezirksrabbiner Elias Grünebaum eine große Synagoge eingeweiht. Sie hatte eine Grundfläche von 390 m² und eine Höhe von 16 m. Der Bauplan stammte von Bauinspektor Heinrich Staudinger. Die Bauleitung hatte Baumeister Ecker (Nußdorf) inne. Beim Novemberpogrom 1938 wurde die Synagoge von SA-Leuten niedergebrannt. Die Tora-Rolle und das Ewige Licht waren zuvor von Landauer Bürgern in Sicherheit gebracht worden. Von den 1933 in Landau wohnenden jüdischen Einwohnern kamen nach den Deportationen mindestens 158 ums Leben.
Landau besaß einst eine der größten und wohlhabendsten jüdischen Gemeinden der Pfalz. Die jüdischen Weinhändlervillen im Bereich der Ringstraße zeugen noch heute vom jüdischen Landauer Großbürgertum. Landau verlor quasi über Nacht seine jüdische Oberschicht. 
Bis heute hat Landau keine jüdische Gemeinde mehr. Am Standort der ehemaligen Synagoge an der Ecke Friedrich-Ebert-Straße/Reiterstraße wurde 1968 ein Bronze-Mahnmal errichtet. Im Frank-Loebschen Haus befindet sich eine Erinnerungsstätte mit einer Dokumentation zur Geschichte der Landauer Juden.

## Rabbiner
- 1836–1893 Dr. Elias Grünebaum, Träger des bayerischen Verdienstordens vom Heiligen Michael II. Klasse, (1886)
- 1893–1934 Dr. Berthold Einstein
- 1935–1938 Kurt Metzger